# Безымянные (фильм, 1969)
«Безымянные» — советский короткометажный фильм-опера 1969 года, телепостановка камерной оперы Валерия Арзуманова «Двое».

## Сюжет
О мужестве, проявленном двух схваченных фашистами партизан — юноши и девушки.

## В ролях
- Он — Михаил Колкунов (поёт В. Смирнов)
- Она — Лилия Шарапова (поёт В. Козырева)
- фашист — Александр Тимонин

## Критика
Премьера камерной оперы «Двое» тогда ещё студента В. Арзуманова состоялась в 1967 году в Ленинграде на студенческом фестивале, и получила высокую оценку критики:

Не лишённое некоторых драматургических просчётов, это произведение радует и чисто музыкальными достоинствами, и самим обращением к тематике Великой Отечественной войны. Его гражданственность современна — она не «бьет в лоб», а раскрыта в сложном психологическом контексте. Словом, камерная опера «Двое» — хорошая творческая заявка талантливого композитора.— Советская музыка, 1967
Телепостановка была отмечена премией на Всесоюзном конкурсе музыкальных произведений для телевидения в Москве.
Однако, журнал «Музыкальная жизнь» отметил несоответствие телепостановки основе — в сюжет был добавлен персонаж «фашист», и «поэтому, надо полагать, подлинное название оперы „Двое“ заменено на „Безымянные“», но, как отмечал журнал, «роль нового персонажа полностью исчерпывается в экспозиции», а его присутствие на протяжении всего действия мешает картине и не соответствует музыке:

Его присутствие не вяжется с возникающей психологической ситуацией. Да и в музыке нет этого неотступного ненавистного взгляда: она рассказывает совсем о другом, о победе человека над собственным малодушием у порога мучительной гибели в страшном чреве войны, о победе над очень понятной, по-человечески простительной слабостью, искупаемой к тому же ценой жизни. Авторское взволнованное чувство оказалось искажено, подменено режиссёрским не уместным морализаторством.— Музыкальная жизнь, 1971